# كيزيمو
كيزيمو ميناءو مدينة في كينيا وعاصمة منطقة كيزيمو وهي ثالث أكبر مدن كينيا ويتجاوز عدد سكانها 400000 نسمة.

## المناخ
يظهر الجدول التالي التغييرات المناخية على مدار السنة لكيزيمو:
| البيانات المناخية لـكيزيمو              | البيانات المناخية لـكيزيمو | البيانات المناخية لـكيزيمو | البيانات المناخية لـكيزيمو | البيانات المناخية لـكيزيمو | البيانات المناخية لـكيزيمو | البيانات المناخية لـكيزيمو | البيانات المناخية لـكيزيمو | البيانات المناخية لـكيزيمو | البيانات المناخية لـكيزيمو | البيانات المناخية لـكيزيمو | البيانات المناخية لـكيزيمو | البيانات المناخية لـكيزيمو | البيانات المناخية لـكيزيمو |
| الشهر                                   | يناير                      | فبراير                     | مارس                       | أبريل                      | مايو                       | يونيو                      | يوليو                      | أغسطس                      | سبتمبر                     | أكتوبر                     | نوفمبر                     | ديسمبر                     | المعدل السنوي              |
| --------------------------------------- | -------------------------- | -------------------------- | -------------------------- | -------------------------- | -------------------------- | -------------------------- | -------------------------- | -------------------------- | -------------------------- | -------------------------- | -------------------------- | -------------------------- | -------------------------- |
| متوسط درجة الحرارة الكبرى °م (°ف)       | 30.6 (87.1)                | 30.8 (87.4)                | 30.4 (86.7)                | 28.8 (83.8)                | 28.2 (82.8)                | 27.9 (82.2)                | 27.7 (81.9)                | 28.2 (82.8)                | 29.4 (84.9)                | 30.5 (86.9)                | 30.1 (86.2)                | 29.9 (85.8)                | 29.4 (84.9)                |
| متوسط درجة الحرارة الصغرى °م (°ف)       | 23.8 (74.8)                | 24.1 (75.4)                | 24.1 (75.4)                | 23.4 (74.1)                | 22.8 (73.0)                | 22.2 (72.0)                | 21.9 (71.4)                | 22.2 (72.0)                | 22.8 (73.0)                | 23.8 (74.8)                | 23.7 (74.7)                | 23.5 (74.3)                | 23.2 (73.8)                |
| الهطول مم (إنش)                         | 79 (3.1)                   | 84 (3.3)                   | 169 (6.7)                  | 213 (8.4)                  | 167 (6.6)                  | 85 (3.3)                   | 85 (3.3)                   | 81 (3.2)                   | 90 (3.5)                   | 95 (3.7)                   | 139 (5.5)                  | 101 (4.0)                  | 1٬388 (54.6)               |
| متوسط أيام هطول الأمطار (≥ 1.0 mm)      | 7                          | 10                         | 11                         | 17                         | 13                         | 8                          | 7                          | 8                          | 8                          | 10                         | 13                         | 9                          | 121                        |
| المصدر: المنظمة العالمية للأرصاد الجوية |                            |                            |                            |                            |                            |                            |                            |                            |                            |                            |                            |                            |                            |

## توأمة
لكيزيمو اتفاقيات توأمة مع كل من:
- روانوك
- شلتنهام

## أعلام
- ألان وانغا
- جويس ألوش
- تروي أونيانجو
- سامي أونيانجو
- علي أبوندو